# Cryptopygus quinqueoculatus
Cryptopygus quinqueoculatus är en urinsektsart som beskrevs av Izarra 1970. Cryptopygus quinqueoculatus ingår i släktet Cryptopygus och familjen Isotomidae. Inga underarter finns listade i Catalogue of Life.